# Neckera angustifolia
Neckera angustifolia är en bladmossart som beskrevs av C. Müller 1847. Neckera angustifolia ingår i släktet fjädermossor, och familjen Neckeraceae. Inga underarter finns listade i Catalogue of Life.